# Micreubrianax bellus
Micreubrianax bellus là một loài bọ cánh cứng trong họ Psephenidae. Loài này được Jeng & Jäch năm Jeng, Jäch & Yang miêu tả khoa học đầu tiên năm 2006.